# Караадыр (река)
Караадыр — река в Казахстане, протекает в Житикаринском районе Костанайской области. Правый приток реки Бозбие.

## География
Река Караадыр берёт начало у населённого пункта Караадыр. Течёт на юго-восток через поля и впадает в Бозбие у населённого пункта Султан-Аул. Устье реки находится в 33 км по правому берегу реки Бозбие. Длина реки составляет 16 км.